# Раківщинська сільська рада
Раківщинська сільська рада — колишня адміністративно-територіальна одиниця та орган місцевого самоврядування у Овруцькому районі Коростенської і Волинської округ, Київської й Житомирської областей Української РСР та України з адміністративним центром у с. Раківщина.

## Населені пункти
Сільській раді підпорядковувались населені пункти:
- с. Раківщина
- с. Великі Мошки
- с. Гуничі
- с. Малі Мошки
- с. Новосілки
- с. Слобода-Новоселицька

## Населення
Відповідно до результатів перепису населення СРСР, кількість населення ради станом на 12 січня 1989 року становила 666 осіб.
Станом на 5 грудня 2001 року, відповідно до перепису населення України, кількість мешканців сільської ради становила 486 осіб.

## Склад ради
Рада складалась з 15 депутатів та голови.

### Керівний склад сільської ради
| ПІБ                            | Основні відомості                                                         | Дата обрання | Дата звільнення |
| ------------------------------ | ------------------------------------------------------------------------- | ------------ | --------------- |
| Мошківський Василь Миколайович | Сільський голова, 1967 року народження, освіта, безпартійний              | 26.03.2006   | 31.10.2010      |
| Мошківський Василь Миколайович | Сільський голова, 1967 року народження, освіта вища, член Партії регіонів | 31.10.2010   |                 |

Примітка: таблиця складена за даними джерела

## Історія
Створена 21 жовтня 1925 року в с. Раківщина Гуницької сільської ради Овруцького району Коростенської округи. Станом на 17 грудня 1926 року в підпорядкуванні значився хутір Димчин, який, на 1 жовтня 1941 року, не перебував на обліку населених пунктів.
Станом на 1 вересня 1946 року входила до складу Овруцького району Житомирської області, на обліку в раді перебувало с. Раківщина.
11 серпня 1954 року, відповідно до указу Президії Верховної ради Української РСР «Про укрупнення сільських рад по Житомирській області», до складу ради включено села Великі Мошки та Малі Мошки ліквідованої Великомошківської сільської ради Овруцького району. 5 березня 1959 року, відповідно до рішення Житомирського облвиконкому № 161 «Про ліквідацію та зміну адміністративно-територіального поділу окремих сільських рад області», підпорядковано Гуничі, Новосілки та Слобода-Новоселицька ліквідованої Гуницької сільської ради Овруцького району.
На 1 січня 1972 року сільська рада входила до складу Овруцького району Житомирської області, на обліку в раді перебували села Великі Мошки, Гуничі, Малі Мошки, Новосілки, Раківщина та Слобода-Новоселицька.
Ліквідована 9 листопада 2017 року через об'єднання до складу Овруцької міської територіальної громади Овруцького району Житомирської області.